# Antirrhinum sempervirens
Antirrhinum sempervirens là một loài thực vật có hoa trong họ Mã đề. Loài này được Lapeyr. mô tả khoa học đầu tiên năm 1795.